# Marko Raguž
Marko Raguž (* 10. Juni 1998 in Grieskirchen) ist ein österreichischer Fußballspieler.

## Karriere

### Verein
Raguž begann seine Karriere beim ASKÖ Eferding/Fraham. 2012 wechselte er in die AKA Linz und wurde Kooperationsspieler beim UFC Eferding, für den er ab März 2014 auch in der OÖ Liga zum Einsatz kam.
Ab Jänner 2016 kam er in der SPG FC Pasching/LASK Juniors (ab 2017 LASK Juniors OÖ) in der drittklassigen Regionalliga zum Einsatz. Nach zehn Spielen für die Juniors rückte Raguž zur Saison 2016/17 in den Profikader auf. Sein Debüt für die Profis des LASK in der zweiten Liga gab er im März 2017, als er am 22. Spieltag der Saison im Spiel gegen den FC Wacker Innsbruck in der 61. Minute für Alexander Riemann eingewechselt wurde. In diesem Spiel erzielte er in der Nachspielzeit den Treffer zum 3:1-Endstand.
Mit dem LASK stieg er 2017 in die Bundesliga auf. Nach 14 Einsätzen in der Bundesliga in der Saison 2017/18 wurde er zur Saison 2018/19 wieder zu den mittlerweile zweitklassigen Juniors degradiert. Für diese kam er in der Saison 2018/19 zu 28 Einsätzen in der 2. Liga, in denen er 15 Mal traf. Zur Saison 2019/20 wurde Raguž dann wieder in den Bundesligakader befördert. In der Saison 2019/20 gelangen ihm sieben Tore in 27 Bundesligaeinsätzen, zudem traf er auch fünfmal in der UEFA Europa League. Nach sechs Ligaeinsätzen in der Saison 2020/21 riss er sich im November 2020 das Kreuzband und fiel bis Saisonende aus. In der Saison 2021/22 kam er dann aufgrund vieler kleinerer Verletzungen kaum zum Zug und hatte zu Saisonende neun Einsätze zu Buche stehen.
Nach sechs Jahren beim LASK wechselte Raguž zur Saison 2022/23 zum Ligakonkurrenten FK Austria Wien, bei dem er einen bis Juni 2026 laufenden Vertrag erhielt.

### Nationalmannschaft
Im Oktober 2015 debütierte Raguž für die österreichische U-18-Auswahl. Im März 2017 kam er gegen die Slowakei erstmals für die U-19-Mannschaft zum Einsatz.
Im März 2019 spielte er gegen Norwegen erstmals für die U-20-Auswahl. Im September 2019 debütierte er gegen Andorra für die U-21-Mannschaft.

## Persönliches
Raguž besaß bis zu seinem 18. Lebensjahr auch die kroatische Staatsbürgerschaft.